# André Leroi-Gourhan

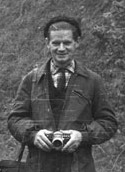
André Leroi-Gourhan, 1966

André Leroi-Gourhan (* 25. August 1911 in Paris; † 19. Februar 1986 ebenda) war ein französischer Archäologe, Paläontologe, Paläoanthropologe und Anthropologe. Wichtige Beiträge leistete er zu den Kunststilen des Jungpaläolithikums, die er in vier Stilepochen einteilte (siehe Hauptartikel Kunststile der Höhlenmalerei).

## Leben
Leroi-Gourhan studierte am Institut national des langues et civilisations orientales der Sorbonne in Paris mit einem Abschluss in Russisch (1931) und Chinesisch (1933). Er war ab 1933 am Aufbau des Musée de l’Homme beteiligt, studierte am British Museum und nahm 1937 an einer Expedition nach Japan teil, wo er Material für seine Dissertation sammelte, die 1945 bei Marcel Mauss an der Sorbonne erfolgte (über Archäologie im Nordpazifik). 1940 bis 1944 war er am Musée Guimet und forschte für das CNRS.
Im Zweiten Weltkrieg war auch er Mitglied der Résistance und erhielt dafür die Médaille de la Résistance, das Croix de guerre und wurde Ritter der Ehrenlegion. 1946 wurde er stellvertretender Direktor am Musée de l’Homme und dann Professor in Lyon. 1956 wurde er Professor an der Sorbonne und dort 1963 Direktor des Institut d’ethnologie und 1969 bis 1982 war er Professor am Collège de France.
Leroi-Gourhan befasste sich sowohl mit allgemeinen Fragen von Technik und der Entwicklung materieller Kultur in der Anthropologie, mit Ausgrabungstechnik und insbesondere Prähistorischer Kunst und Religion.
1973 erhielt er die Goldmedaille des CNRS. Er war seit 1980 Mitglied der Académie des Inscriptions et Belles-Lettres.

## Ausgrabungen
- Die Grotte de l’Arcy-sur-Cure im Département Yonne in der Region Burgund, wo er 1946 bis 1963 ausgrub.
- Pincevent im Pariser Becken, wo er ab 1964 ein Lager von Rentierjägern des Magdalénien ausgrub.

## Werke (Auswahl)
- Évolution et techniques. Michel, Paris 1992.

1. L’homme et la matière. [1943] 1992, ISBN 2-226-06213-0 (EA Paris 1943).
2. Milieu et techniques. [1945] 1992, ISBN 2-226-06214-9 (EA Paris 1945).

- Le geste et la parole. Michel, Paris 1995/98. (EA Paris 1964/65).

1. Technique et langage. 1995, ISBN 2-226-01728-3.
2. La mémoire et les rythmes. 1998, ISBN 2-226-02324-0.

- deutsch: Hand und Wort. Die Evolution von Technik, Sprache und Kunst. Suhrkamp, Frankfurt am Main 2006, ISBN 3-518-28300-6 (EA Frankfurt am Main 1980).

- Les religions de la préhistoire paléolithique (= Quadrige. 156). 5. Auflage. PUF, Paris 1986, ISBN 2-13-039488-4 (EA Paris 1964).
  - deutsch: Die Religionen der Vorgeschichte. Suhrkamp, Frankfurt am Main 1981, ISBN 3-518-11073-X.
- Préhistoire de l’art occidental (= L’art et les grandes civilisations. 1). Citadelles & Mazenod, Paris 1997, ISBN 2-85088-064-7 (EA Paris 1965).
  - deutsch: Prähistorische Kunst. Die Ursprünge der Kunst in Europa (= Ars Antiqua – Große Epochen der Weltkunst). 5. Auflage. Herder Verlag, Freiburg/B. 1982, ISBN 3-451-16281-4 (EA Freiburg/B. 1971).
- Les hommes de la préhistoire. Les chasseurs. Bourellier, Paris 1955.
  - englisch: Prehistoric Man. Philosophical Library, New York 1957.
- Più antichi artisti d’Europa. Introduzione all’arte parietale paleolitica (= La orme dell’uomo). Jaca Editorial, Mailand 1981.
  - englisch: The Dawn of European Art. An Introduction to Palaeolithic Cave Painting. CUP, Cambridge 1982, ISBN 0-521-24459-5.
- mit Arlette Leroi-Gourhan: Un voyage chez les Aïnous. Hokkaido 1938. Albin Michel, Paris 1989, ISBN 2-226-03624-5.
  - deutsch: Eine Reise zu den Ainu. Hokkaido 1938. Amman, Zürich 1995, ISBN 3-250-10226-1 (EA Zürich 1989).